# 東松山駅

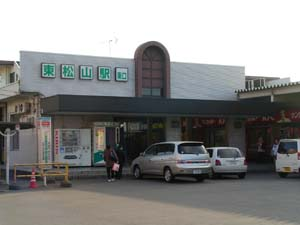
旧東松山駅東口（2004年11月29日）

東松山駅（ひがしまつやまえき）は、埼玉県東松山市箭弓町（やきゅうちょう）一丁目にある、東武鉄道東上本線の駅である。駅番号はTJ 29。

## 歴史
- 1923年（大正12年）10月1日：東上線坂戸町 - 武州松山間開通の際に武州松山駅として開業[1][2]。所在地が当時の比企郡松山町であり、愛媛県松山市の伊予鉄道松山駅（現・松山市駅[注釈 1]）との混同を避けるため、武蔵国を意味する「武州」を冠した。
- 1954年（昭和29年）10月1日：東松山市発足により東松山駅に改称[2]。
- 1959年（昭和34年）：東口駅前に鳥居が建設される。
- 1968年（昭和43年）：高坂 - 当駅間の複線化と同時に構内旅客配線を2面3線から2面4線に改良。改札内の各ホーム間を連絡する跨線橋が完成。2代目駅舎完成（下記橋上駅舎完成後は東口入口となりテナント店が入居して2008年まで現存していた）。
- 1973年（昭和48年）：現行の橋上駅舎（3代目駅舎）が完成。西口完成。
- 1977年（昭和52年）10月21日：当駅と森林公園間の2.7 kmが複線化。これに伴い当駅発着の列車は全て森林公園駅発着となり、不要となった外側2線が撤去され現行の相対式ホーム2面2線化、駅構内の分岐器も廃止され、停車場から停留場に格下げされる。
- 1997年（平成9年）3月：エスカレータが設置される。
- 2006年（平成18年）10月：事務室側自動改札機1通路をバリアフリー化（車椅子通行可能）。
- 2008年（平成20年）6月14日：東松山駅東口駅前広場整備事業により東松山市ステーションビルと南側広場が暫定開業。
- 2008年（平成20年）：東口の鳥居が撤去される。
- 2010年（平成22年）4月6日：東松山駅東口北側広場完成。
- 2013年（平成25年）3月16日：ダイヤ改正により快速が新設、停車駅となる。
- 2023年（令和5年）3月18日：ダイヤ改正により、快速が廃止。

## 駅構造
相対式ホーム2面2線の地上駅で、橋上駅舎を有している。改札階とホーム間を連絡するエスカレーター・エレベーターが設置されている。
かつては島式ホーム2面4線で、半数程度の列車が当駅を始発・終着駅として池袋駅方面へ折り返していたが、1駅寄居駅寄りに森林公園駅と森林公園検修区（電車車庫）が新設されたことから、1977年10月21日ダイヤ改正から全列車が森林公園駅へ延長運転を行うようになり、不要になった外側2線が撤去され、現行の形態となった。
東松山駅周辺整備計画事業に合わせて、東口には2008年6月14日正午に市役所行政サービスコーナー・東松山駅前交番などが入居する「東松山市ステーションビル」が開業し、改札階への出入口が変更された。東松山市はオランダヘルダーラント州・ナイメーヘン市と姉妹都市提携していることから、ステーションビルの外壁にはレンガを使用している。既存の駅舎は1974年に建設されたものだが、2008年から2010年にかけてエレベーターの新設などを含めた改良工事が施工されている。2008年度は、エレベーター、オストメイト・多目的シート・ベビーチェアが設置された多機能トイレ、ベビーチェアが設置された一般トイレ、発車標のコンコースへの新設、ホームに設置されたものの更新、ピクトグラムを使用した出口案内板を新設した。2009年度には、ホーム屋根の更新、壁塗装の塗り替え、二重手すり化、既存駅舎の外壁をレンガに変更された。加えて西口の駅舎改良・耐震補強工事も実施された。また、同年冬頃には自動券売機周辺のリニューアルが行なわれ、完成後に駅構内触地図が設置された。
坂戸駅管区傘下の駅長配置駅（坂戸駅副管区長兼務）で、高坂駅を管理する。

### のりば
| 番線 | 路線   | 方向 | 行先       |
| ---- | ------ | ---- | ---------- |
| 1    | 東上線 | 下り | 小川町方面 |
| 2    | 東上線 | 上り | 池袋方面   |

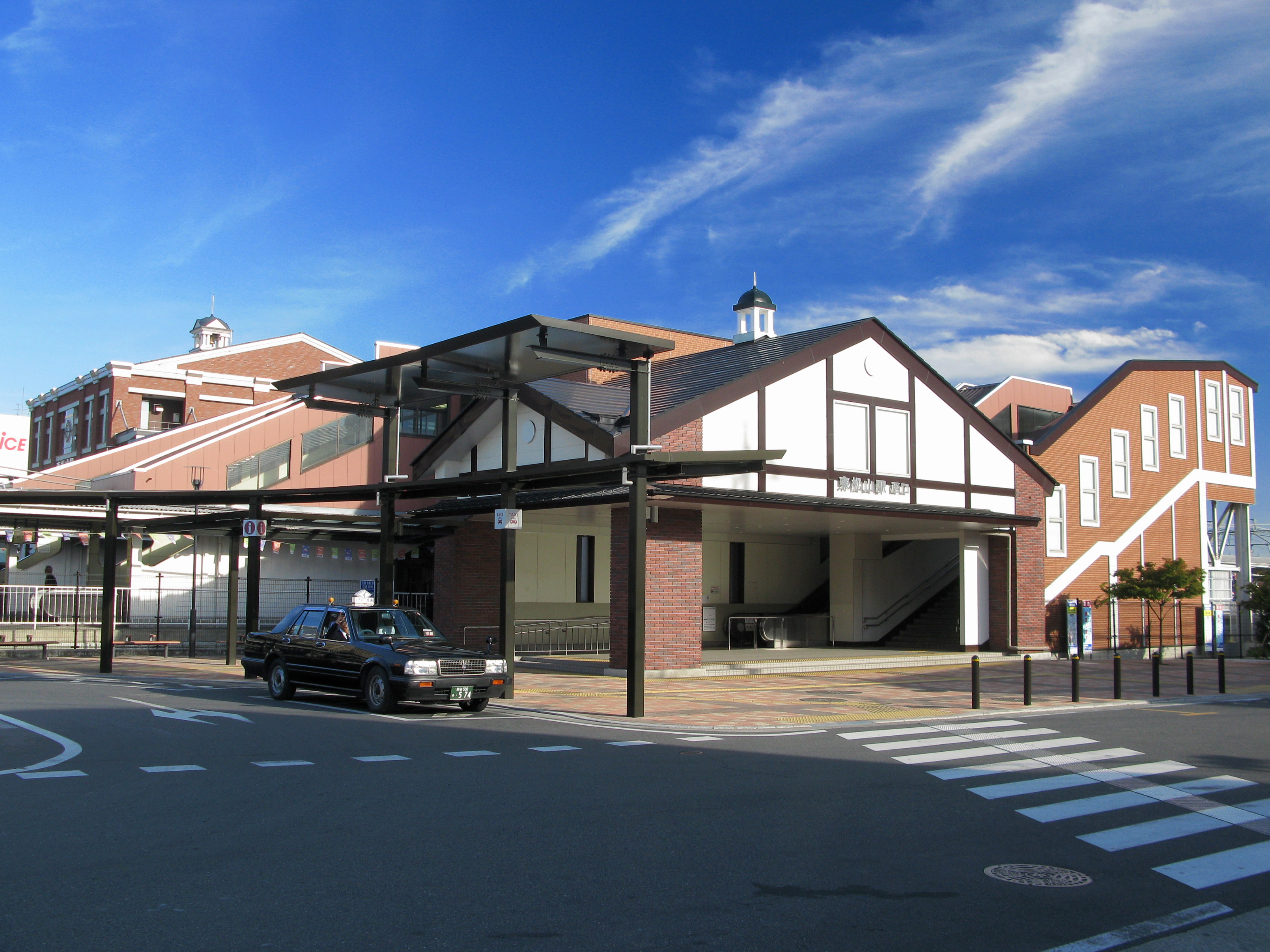
西口（2012年11月）
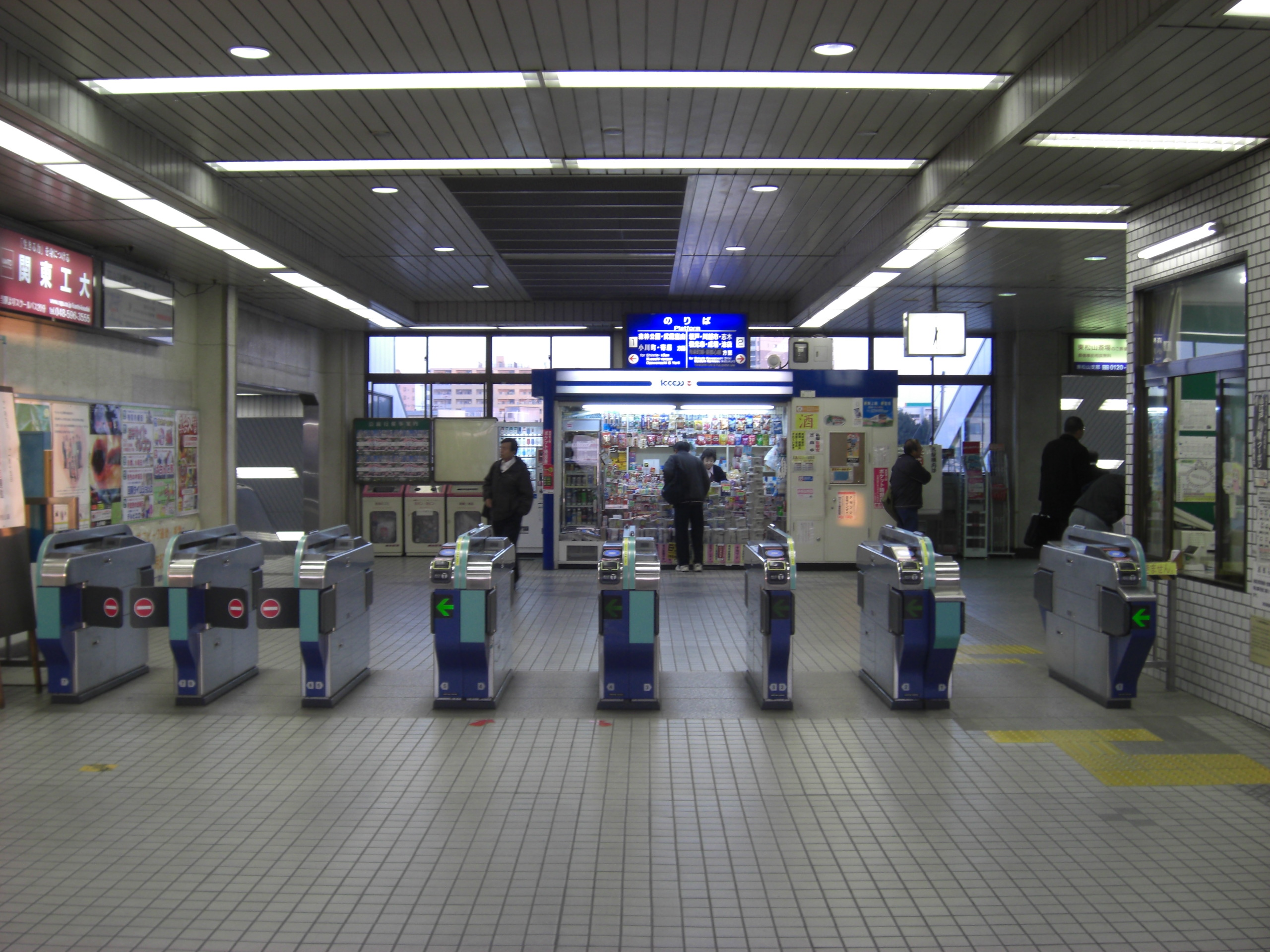
改札口（2008年11月）

### 駅構内の施設
- 星乃珈琲店（東口2階）
- 埼玉りそな銀行ATM（東口2階）
- バス定期券・乗車券販売所（東口1階）
- 東松山警察署 東松山駅前交番（東口1階）

## 利用状況
2024年度の1日平均乗降人員は26,436人である。
近年の1日平均乗降人員および乗車人員の推移は下記の通り。
| 年度               | 1日平均 乗降人員 | 1日平均 乗車人員 | 出典       |
| ------------------ | ---------------- | ---------------- | ---------- |
| 1954年（昭和29年） | 8,346            | 4,244            |            |
| 1978年（昭和53年） | 26,866           |                  |            |
| 1990年（平成02年） | 34,523           | 17,131           |            |
| 1991年（平成03年） | 36,297           | 17,967           |            |
| 1992年（平成04年） | 37,135           | 18,346           |            |
| 1993年（平成05年） | 37,431           | 18,472           |            |
| 1994年（平成06年） | 37,565           | 18,552           |            |
| 1995年（平成07年） | 36,616           | 18,404           |            |
| 1996年（平成08年） | 36,185           | 18,182           |            |
| 1997年（平成09年） | 35,121           | 17,703           |            |
| 1998年（平成10年） | 34,437           | 17,325           |            |
| 1999年（平成11年） | 33,517           | 16,812           | [ * 1 ]    |
| 2000年（平成12年） | 33,307           | 16,684           | [ * 2 ]    |
| 2001年（平成13年） | 32,534           | 16,429           | [ * 3 ]    |
| 2002年（平成14年） | 31,982           | 16,162           | [ * 4 ]    |
| 2003年（平成15年） | 31,756           | 16,063           | [ * 5 ]    |
| 2004年（平成16年） | 31,562           | 15,945           | [ * 6 ]    |
| 2005年（平成17年） | 31,490           | 15,900           | [ * 7 ]    |
| 2006年（平成18年） | 31,471           | 15,871           | [ * 8 ]    |
| 2007年（平成19年） | 31,277           | 15,794           | [ * 9 ]    |
| 2008年（平成20年） | 31,089           | 15,673           | [ * 10 ]   |
| 2009年（平成21年） | 30,527           | 15,359           | [ * 11 ]   |
| 2010年（平成22年） | 30,180           | 15,147           | [ * 12 ]   |
| 2011年（平成23年） | 29,816           | 14,927           | [ * 13 ]   |
| 2012年（平成24年） | 29,684           | 14,853           | [ * 14 ]   |
| 2013年（平成25年） | 30,401           | 15,221           | [ * 15 ]   |
| 2014年（平成26年） | 29,568           | 14,804           | [ * 16 ]   |
| 2015年（平成27年） | 29,634           | 14,836           | [ * 17 ]   |
| 2016年（平成28年） | 29,475           | 14,815           | [ * 18 ]   |
| 2017年（平成29年） | 29,485           | 14,807           | [ * 19 ]   |
| 2018年（平成30年） | 29,365           | 14,742           | [ * 20 ]   |
| 2019年（令和元年） | 28,778           | 14,441           | [ * 21 ]   |
| 2020年（令和02年） | 21,181           | 10,625           | [ * 22 ]   |
| 2021年（令和03年） | 23,368           | 11,721           | [ 東武 3 ] |
| 2022年（令和04年） | 25,010           | 12,541           | [ 東武 4 ] |
| 2023年（令和05年） | 26,017           | 13,056           | [ 東武 5 ] |
| 2024年（令和06年） | 26,436           | 13,266           | [ 東武 1 ] |

## 駅周辺

### 東口
東口周辺は東松山市の中心地を形成する。駅周辺には「ぼたん通り」や目抜き通りの「陣屋通り（旧まるひろ通り）」がある。
駅舎の南北には共にロータリーが設置されており、南側は路線バス・タクシー用、北側は一般車用のロータリーとなっている。また、駅舎からはぼたん通り入口にかけてペデストリアンデッキが設置されている。

#### ビバモール東松山
駅近くに存在するビバホームが運営する複合商業施設でビバモールの1つ。主要テナントは以下の通り。 
- スーパービバホーム
- 生鮮市場TOP

合計30店が入居している。

#### その他東口方面
- アパホテル〈埼玉東松山駅前〉
- 東松山第一ホテル
- ビジネスホテルステーション
- シティホテル東松山
- 東松山税務署
- 東松山郵便局
- 埼玉りそな銀行 東松山支店
- 東和銀行東松山支店
- 下沼公園
- 東松山市立図書館
- 東松山市ウォーキングセンター
- 東松山市民文化センター
- 東松山市松山市民活動センター
- 東松山市役所 - 松山陣屋跡
- 東松山市立松山第一小学校
- 東松山市立新明小学校
- 東松山市立松山中学校
- 東松山市立東中学校
- 埼玉県道249号東松山停車場線
- 松山城跡
- 東松山医師会病院
- 吉見百穴

### 西口
西口は民家が多く、東口に比べると閑静である。
- 箭弓稲荷（やきゅういなり）神社 - 牡丹の名所。
- ガーデンホテル紫雲閣東松山
- 埼玉県立松山女子高等学校
- 東松山自動車学校
- 東松山箭弓郵便局
- ボッシュ東松山工場
- ドラッグエース箭弓町店
- 国道254号

## バス

### 路線バス・コミュニティバス
全ての路線が、東口南側の公共交通用ロータリー内にある「東松山駅東口」停留所を発着し、鴻巣駅・熊谷駅・川越駅といった周辺の主要駅への連絡バスが発着する拠点となっている。
- 東松山駅東口
  - 1番のりば（川越観光自動車）
    - HM-01・HM-03：マイタウン循環線

  - 2番のりば（国際十王交通・川越観光自動車） ※ 共同運行
    - KM11／KM-11：熊谷駅行き

  - 3番のりば（川越観光自動車）
    - HM-11・HM-13：鴻巣駅方面
    - HM-21：パークタウン五領行き

  - 4番のりば
    - 東武バスウエスト 川越02：川越駅行き
    - 東松山市内循環バス（川越観光自動車）
      - 大谷コース：大谷市民活動センター行き ※ 日曜祝日運休
      - 唐子コース：市民健康増進センター行き ※ 日曜祝日運休

- かつて川越発のミッドナイトアローの到着地の一つであったが、新型コロナウイルス感染症の影響による休止を経て、2020年11月20日を以て廃止された[7]。
- かつては当駅からは、大宮駅、武蔵嵐山（武蔵嵐山駅経由）、小川町駅（明覚駅、田中経由）、鳩山ニュータウン（高坂駅経由）方面に向かう東武バスの路線も存在した。

### 送迎バス
- 東京農業大学第三高等学校・附属中学校（4番のりば）
- 関東工業自動車大学校
- 川越カントリークラブ

## 隣の駅
東武鉄道
 東上本線（全種別とも小川町方面は当駅からは各駅に停車）
■TJライナー・■川越特急
坂戸駅 (TJ 26) - 東松山駅 (TJ 29) - 森林公園駅 (TJ 30)
■快速急行・■急行・■準急・□普通
高坂駅 (TJ 28) - 東松山駅 (TJ 29) - 森林公園駅 (TJ 30)